# Verrens-Arvey
Verrens-Arvey é uma comuna francesa na região administrativa de Auvérnia-Ródano-Alpes, no departamento de Saboia. Estende-se por uma área de 10,82 km². Em 2010 a comuna tinha 940 habitantes (densidade: 86,9 hab./km²).